# Kyllinga eglandulosa
Kyllinga eglandulosa är en halvgräsart som beskrevs av Ethirajalu Govindarajalu och K. Ramani. Kyllinga eglandulosa ingår i släktet Kyllinga och familjen halvgräs. Inga underarter finns listade i Catalogue of Life.